# San Mamés
Estadio San Mamés er et fodboldstadion i Bilbao i Vizcaya, der er hjemmebane for La Liga-klubben Athletic Club. Stadionet har plads til 39.750 tilskuere. Bygget i 1913, er San Mamés officielt det ældste fodboldstadion i Spanien.

## Historie
San Mamés blev bygget i 1913, og renoveret op til VM i fodbold 1982, hvor stadionet var et af spillestederne. I marts 2006 blev det vedtaget, at San Mamés skal genopbygges til et nyt stadion med plads til 56.000 tilskuere